# François Duprat
François Duprat (n. 26 octombrie 1940, Ajaccio, Corsica, Franța – d. 18 martie 1978, Saint-Wandrille-Rançon, Haute-Normandie, Franța) a fost un eseist și politician francez, fondatorul partidului Frontul Național și colider al acestuia până la asasinarea sa în 1978. Duprat a fost unul dintre arhitecții principali ai negaționismului francez.

## Viața și cariera
François Duprat s-a născut pe 26 octombrie în Ajaccio, Corsica și a frecventat cursurile prestigiosului liceu Louis-le-Grand în Paris. A studiat istoria la Sorbona și a obținut o diplomă în 1963.
Comunist în anii tinereții, Duprat s-a reorientat spre extrema dreaptă în a devenit membru al Jeune Nation și al Federației Studenților Naționaliști⁠(d). S-a opus mișcării de independență a Algeriei în timpul războiului din Algeria (1954-1962), iar mai târziu a susținut cauza statelor arabe pe premise antisioniste⁠(d). După semnarea tratatului Evian⁠(d) din martie 1962 în baza căruia s-a acordat independență Algeriei, a călătorit în Katanga unde a sprijinit mișcarea secesionistă condusă de Moïse Tshombe. Acolo a devenit director al propagandei la Radio-Katanga.
După ce s-a reîntors în Franța a devenit membru al mișcării Occident⁠(d); membrii acesteia erau cunoscuți pentru luptele de stradă⁠(d) cu maoiștii și studenții de stânga. Acesta fost însă exclus din mișcare în 1967 după ce a fost acuzat că ar fi informator. Duprat s-a alăturat apoi mișcării Ordre Nouveau⁠(d) și a devenit editor al L'Action européenne și al Revue d’histoire du fascisme prin care tezele negaționiste au fost introduse în Franța.
În 1972, acesta a cofondat partidul Frontul Național (FN) și a făcut parte din biroul politic până la moartea sa în 1978. Duprat a coordonat organizația Groupes nationalistes révolutionnaires⁠(d) alături de Alain Renault. Era cunoscut ca reprezentant al fracțiunii extreme din partid.

## Scrieri revizioniste
François Duprat interpreta istoria drept armă politică și susținea că (mai 1976):
„Nu trebuie să-i lăsăm pe inamicii noștri, marxiștii și régimistes, să monopolizeze reprezentarea istorică a omului, faptelor și ideilor. Deoarece Istoria este un instrument de război extraordinar și ar fi inutil să negăm faptul că una dintre cele mai importante cauze ale dificultăților noastre politice rezidă în exploatarea istorică și coruperea sistematică a experiențelor naționaliste ale trecutului... Tocmai ca să răspundem acestor nevoi... o echipă de intelectuali, profesori și naționaliști au creat Revue d'histoire du fascisme”.
Duprat a redactate o carte despre mișcările de extremă-dreapta din Franța⁠(d) între 1940 și 1944, în timpul regimului de la Vichy. De asemenea, a înființat câteva reviste - i.e. Cahiers d'histoire du fascisme, Cahiers Européens-Notre Europe - cu conținut propagandist în care era glorificată Germania Nazistă.

## Moartea
Duprat a fost ucis pe 18 martie 1978 într-un atac cu mașină capcană (VBIED)⁠(d). Soția sa Jeanine a supraviețuită, însă a rămas paralizată la nivelul picioarelor. Acesta tocmai își încheia lucrarea Argent et politique (în română Banii și Politica) care avea ca subiect sprijinul financiar acordat dreptei și partidelor de extremă-dreapta. Există numeroase teorii cu privire la asasinare, însă istoricul Michel Winock menționează că asasinii și motivațiile lor nu au fost stabilite; investigațiile poliției s-au dovedit a fi neconcludente.
Un comando evreiesc și un „grup revoluționar evreiesc” au revendicat asasinatul. Aceștia nu au fost însă niciodată găsiți, iar Jean-Pierre Block, directorul organizației nonguvernamentale antirasiste LICRA a condamnat actul.
În Génération Occident: de l'extrême droite à la droite, Frédéric Charpier speculează că asasinarea ar fi putut fi comandată de o organizație de extremă-dreapta rivală. Acesta menționează că Duprat a fost exclus în 1967 din Occident după ce a fost acuzat că ar fi oferit informații poliției. Conform lui Roger Faligot și Pascal Krop, Dupra a fost ucis din cauza legăturilor pe care le avea cu guvernul sirian⁠(d).
Înmormântarea sa de la biserica Saint-Nicolas-du-Chardonnet⁠(d) au participat figuri importante ale dreptei naționaliste; printre aceștia erau Frontul Național, PFN⁠(d), monarhiști și Solidarité Française⁠(d).

## Moștenirea
Le National, o revista politică de extremă-dreapta, l-a caracterizat pe Duprat în aprilie 1978 ca fiind unul dintre liderii francezi ai „școlii istorice revizioniste” care au introdus în Franța „una dintre cele mai explozive broșuri” redactate de Richard Verrall, membru al Frontului Național din Marea Britanie⁠(d) și autor al pamfletului negaționist „Did Six Million Really Die?”.
În fiecare an, Jean-Marie Le Pen vizitează mormântul lui Duprat din cimitirul Montmartre⁠(d). La aniversarea a 30 de ani de la moartea sa, Le Pen l-a caracterizat într-un discurs drept „martir al cauzei libertății de gândire”, „un luptător” și „politician din cap până în picioare”.